# ایستگاه متروی گلشهر
ایستگاه مترو گلشهر در خط ۵ مترو تهران و خط ۱ مترو کرج است. این ایستگاه در بلوار ۴۵ متری گلشهر واقع شده است.

## پایانه شهید سلیمانی (گلشهر)

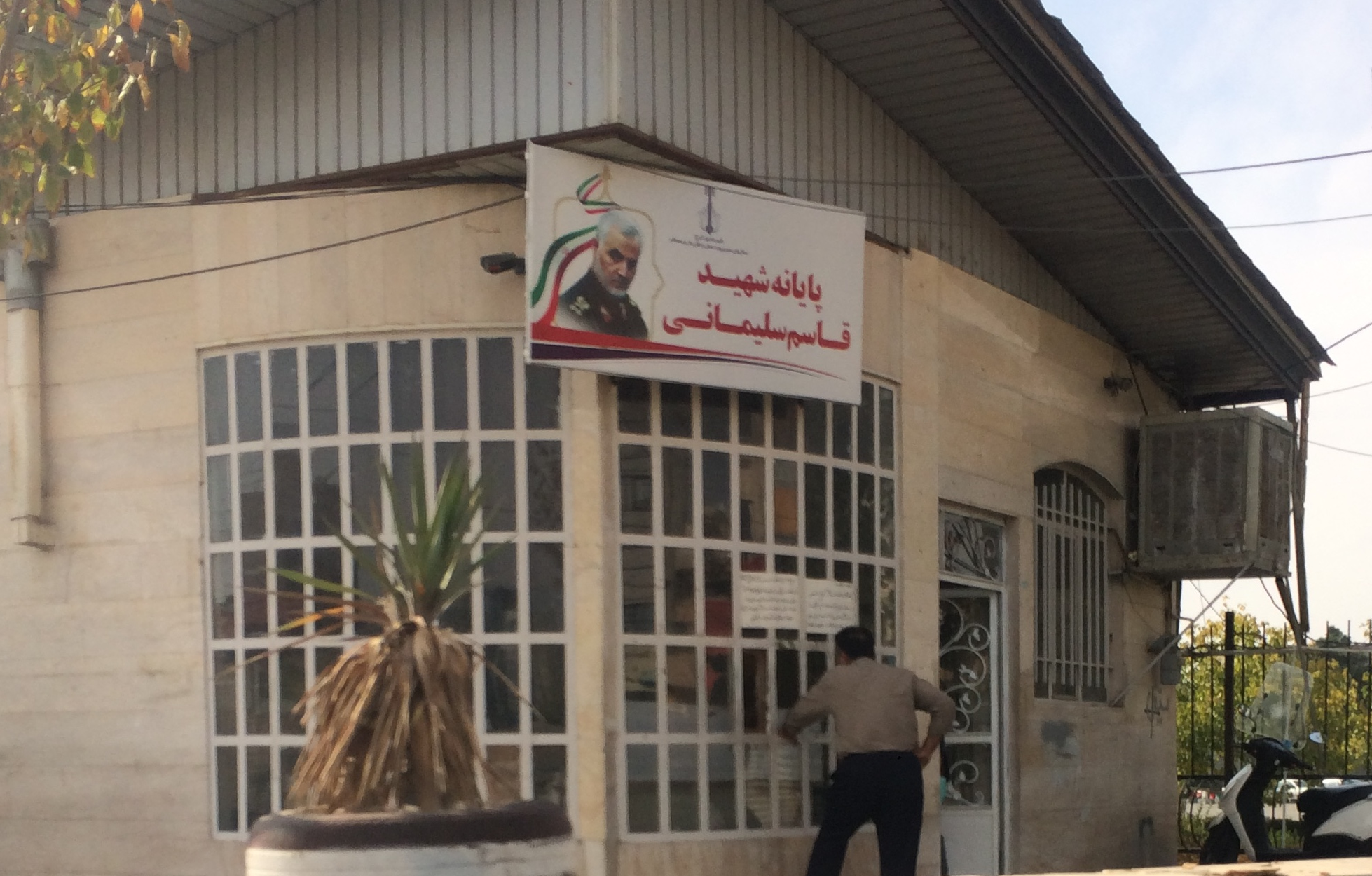
پایانه شهید سلیمانی (گلشهر)

در نزدیکی این ایستگاه، پایانهٔ مسافربری شهید سلیمانی (گلشهر)، چهارمین پایانهٔ کرج قرار دارد.

## امکانات
از امکانات این ایستگاه می‌توان به تلفن عمومی کارتی، آب سردکن، پله برقی، اورژانس، دفتر اشیاء گم شده، سرویس بهداشتی عمومی، نمازخانه، پایانه اتوبوسرانی، پارکینگ عمومی، خودپرداز بانک، ماشین خودکار فروش بلیت، پایانه تاکسیرانی، سوپر مارکت، مؤسسات مالی و روزنامه فروشی اشاره کرد.

## نقشه خطوط مترو کرج
نقشه خطوط مترو کرج